# Aéroport de Kökşetaw
L’aéroport de Kökşetaw (kazakh: Halyqaralyq Kókshetaý Áýejaıy) (code IATA : KOV • code OACI : UACK) est un aéroport desservant la ville de Kökşetaw, au Kazakhstan.

## Situation
| \| 100 km1:25 028 000 \| Turkestan Aktaou Aktioubé Almaty Astana Atyraw Balkhach Chimkent Jezkazgan Kökşetaw Kostanaï Kyzylorda Öskemen Ourdchar Oucharal Oural Pavlodar Petropavl Sary-Arka Semeï Taldykourgan Taraz |
| 100 km1:25 028 000 |

## Compagnies et destinations

### Passagers
| Compagnies    | Destinations                 |
| ------------- | ---------------------------- |
| FlyArystan    | Almaty                       |
| IrAero        | En saison : Moscou-Joukovski |
| SCAT Airlines | Aktaou, Almaty               |

Édité le 12/02/2020

## Statistiques
Pour des raisons techniques, il est temporairement impossible d'afficher le graphique qui aurait dû être présenté ici.

Voir la requête brute et les sources sur Wikidata.